# Религия в Бутане
Религиозная идентификация в Бутане на 2021 год
 Буддисты (84 %) Индуисты (11 %) Христиане (0,9 %) Мусульмане (1 %) Анимисты (3,1 %)
Примерно от 75% до 84% населения Бутана практикует тибетский буддизм , преимущественно школ Друкпа Кагью или Нингма. Оба этих направления относятся к буддизму Махаяны. От 11% до 25% населения страны исповедует индуизм . Христиане, а именно католики и протестанты, и нерелигиозные группы составляют менее 1 % от общего числа.

## Буддизм

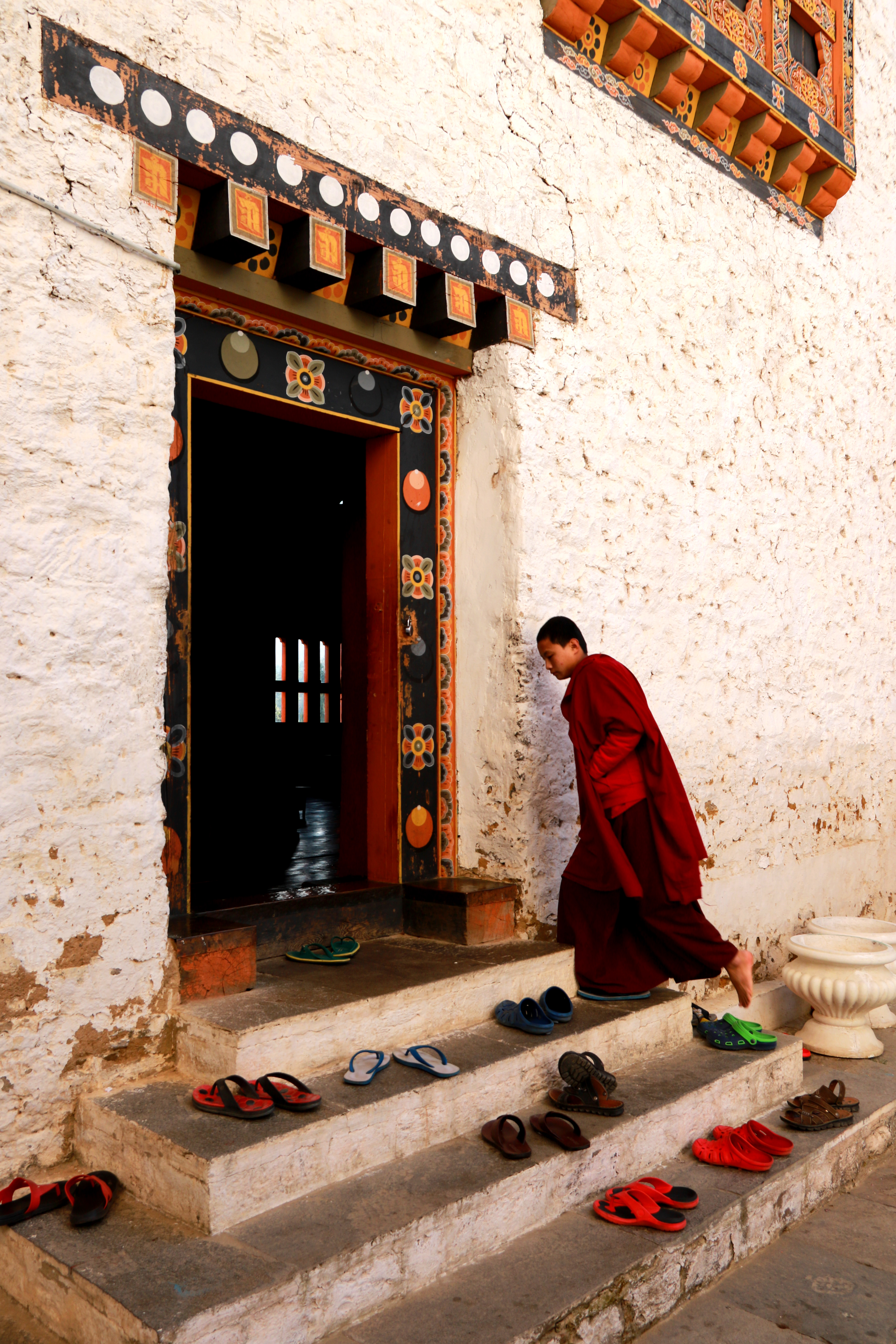
Вход в буддистский храм в Бутане

Этнические нгалопы, потомки тибетских иммигрантов, составляют большинство населения западной и центральной частей страны и в основном следуют школе Друкпа Кагью, следуя линии передачи от Пемы Карпо и Шабдрунга. Школа Ньингма более распространена в восточном и центральном Бутане, её представляет в первую очередь Пема Лингпа.  
Этнические шарчопы, возможные потомки первоначального населения Бутана, живут на востоке. Некоторые шарчопы практикуют буддизм, объединённый с элементами традиции бон, в то время как остальные практикуют анимизм и индуизм.
Правительство поддерживает монастыри обеих традиций буддизма — и Друкпа Кагью, и Нингма. Царский род Бутана практикует сочетание этих двух течений, и многие жители страны верят в концепцию «Каньин–Шунгдрел», что значит «Кагью и Нингма одно и то же». Глубоко почитается Падмасамбхава.

## Индуизм
Индусы, живущие в основном на юге Бутана, исповедуют шиваизм, вишнуизм, шактизм, ганапати и другие течения. Индуистские храмы существуют в Тхимпху и южных районах страны.  

## Бон
Бон, анимистическая и шаманистская система верований, вращается вокруг культа природы и предшествовала буддизму. Хотя жрецы религии бон часто участвуют в буддийских праздниках и даже включают в них ритуалы своей традиции, тем не менее очень мало жителей полностью придерживаются этой религиозной системы. Наиболее распространён бон в восточном Бутане.

## Христианство
По разным данным в стране проживает от 9 до 19 тыс. христиан. Крупнейшей христианской конфессией страны являются пятидесятники и неопятидесятники (5 тыс. в 2001 году). В Бутане также действуют общины евангельских христиан, католиков, лютеран и приходы Церкви Северной Индии.
Христиане присутствуют на всей территории Бутана, однако большинство из них сосредоточено в крупных городах и на юге страны, вдоль границы с Индией. Христианские семьи и отдельные верующие проводят свои обряды дома.

## Ислам
Ислам в Бутане — религия меньшинства. По разным данным мусульмане составляют от 1 до 5 % населения страны.